# 멜라니포스
멜라니포스(그리스어: Μελάνιππος)는 그리스 신화에서 다음과 같은 5명의 인물들을 말한다.
1. 아그리오스의 아들, 헤라클레스에게 죽음.
2. 테세우스와 페리구네의 아들.
3. 아스타코스의 아들, 테베를 공격하는 일곱 장수에서 테베를 방어하는 인물 중 하나. 아이스킬로스의 희곡에서 그는 티데우스에 맞서 테베의 성문을 지키다 죽었다.
4. 히케타온의 아들, 트로이 전쟁 중 그리스 장수 안틸로코스의 창에 찔려 죽음.[1]
5. 프리아모스의 50명의 아들 중 하나.[2] 어머니는 누군지 알 수 없음.